# Shelbyville (Tennessee)
Shelbyville – miasto w Stanach Zjednoczonych, w stanie Tennessee, w hrabstwie Bedford. Według danych z 2000 roku miasto miało 16105 mieszkańców.

## Geografia
Miasto Shelbyville zajmuje powierzchnię 40,1 km². Przez miasto przepływa rzeka Duck River.

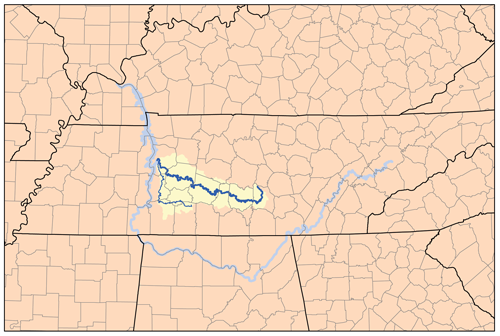
Duck River

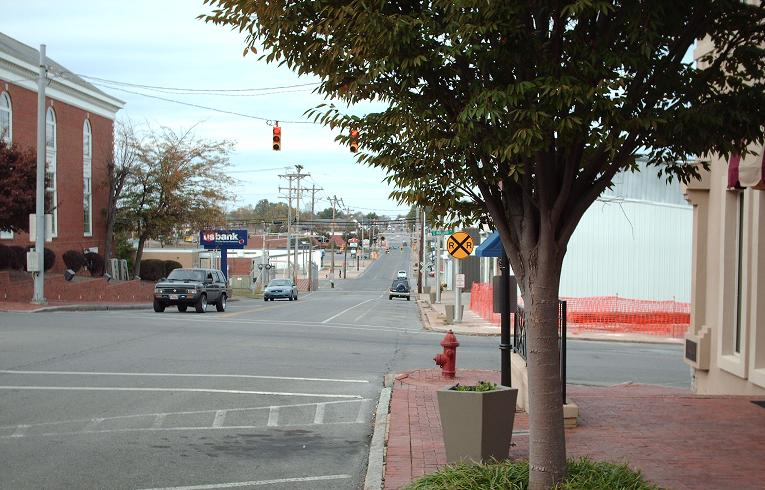
Widok na Main Street, główną ulicę miasta

## Przemysł
Shelbyville jest znane jako "The Pencil City" ("Miasto Ołówka") z powodu historycznego znaczenia produkcji ołówków w tym mieście, obecnie produkuje się tu różnego rodzaju przyrządy do pisania. W mieście ma swoją siedzibę Sharpie, największy na świecie producent przyborów do pisania, część Sanford Corporation.
W Shelbyville w 1991 wyprodukowano największy ołówek na świecie, miał 331 metrów długości i ważył 12,24 kg.

## The Tennessee Walking Horse National Celebration
The Tennessee Walking Horse National Celebration ma swoje początki w 1938 roku.
Jest coroczną imprezą trwającą przez ostatnich 11 dni sierpnia.
Nagroda główna wynosi 650,000 dolarów.
Podczas imprezy nadawany jest najważniejszy tytuł dla Ogiera Roku - World Grand Champion (ogier podkuty podkowami PEC) oraz World Champion (ogier nie podkuty podkowami PEC).